# 東葛ふたば農業協同組合
東葛ふたば農業協同組合（とうかつふたばのうぎょうきょうどうくみあい）は、かつて存在した、千葉県柏市に本店を置く農業協同組合。

## 概要
2002年（平成14年）10月1日、柏市の土農業協同組合・富勢農業協同組合、我孫子市の我孫子市農業協同組合、東葛飾郡沼南町（現・柏市）の風早農業協同組合・手賀農業協同組合の5農協が合併して発足した。
その後、我孫子市内の店舗が全廃となり、柏市の手賀支店を移転改称した、東部支店が継承し、我孫子市内に2箇所の店舗外ATMを設置していた（旧我孫子支店跡地に手賀出張所、先に旧我孫子支店に統合された旧湖北支店の近隣に湖北出張所が設置された。他の我孫子市内の廃店跡地や近隣には未設置）。
2017年4月、ちば東葛農業協同組合に吸収合併され、解散。本店勘定は、従来からのちば東葛農業協同組合の本店に統合され、残る4支店は、そのままちば東葛農業協同組合の支店に移行となった。我孫子市内の店舗外2箇所も、ちば東葛農業協同組合の東部支店管轄の店舗外ATMとして存続されることになった。

## 店舗
- 本店　〒277-0831　柏市根戸471
- 土支店　〒277-0052　柏市増尾台1-15-2
- 富勢支店　〒277-0831　柏市根戸471
- 風早支店　〒277-0923　柏市塚崎977-11
- 東部支店　〒277-0912　柏市箕輪14-1
- 我孫子支店　〒270-1152　我孫子市寿1-14-18
- 湖北支店　〒270-1111　我孫子市古戸171-2
- 布佐支店　〒207-1101　我孫子市布佐1132